# Costa Rica en el Torneo de Fútbol en los Juegos Olímpicos de Los Ángeles 1984
La selección de Costa Rica participó en su segunda participación en los Juegos Olímpicos 1984.

## Clasificación

### Zona de Centroamérica

#### Primera ronda
| 11 de mayo de 1983 | Honduras | 0:1 (0:0) | Costa Rica  | Estadio Nacional, Tegucigalpa                            |                                                          |
|                    |          |           | Guardia 75' | Asistencia: 45 000 espectadores Árbitro(s): John Meachin | Asistencia: 45 000 espectadores Árbitro(s): John Meachin |

| 18 de mayo de 1983 | Costa Rica                       | 3:2 (0:2) | Honduras                | Estadio Nacional, San José                                |                                                           |
|                    | Coronado 54, 85' · Chavarría 75' |           | Mendoza 31' · Suazo 43' | Asistencia: 28 000 espectadores Árbitro(s): Joaquín Urrea | Asistencia: 28 000 espectadores Árbitro(s): Joaquín Urrea |

#### Segunda ronda
| 23 de octubre de 1983 | Costa Rica   | 1:0 (0:0) | Guatemala | Estadio Nacional, San José                                          |                                                                     |
|                       | Williams 85' |           |           | Asistencia: 29 355 espectadores Árbitro(s): Antonio Márquez Ramírez | Asistencia: 29 355 espectadores Árbitro(s): Antonio Márquez Ramírez |

| 30 de octubre de 1983 | Guatemala  | 1:1 (0:1) | Costa Rica | Estadio Mateo Flores, Ciudad de Guatemala                  |                                                            |
|                       | Méndez 67' |           | Solano 41' | Asistencia: 46 812 espectadores Árbitro(s): Edward Bellion | Asistencia: 46 812 espectadores Árbitro(s): Edward Bellion |

### Fase final
| Equipo     | PTS | PJ | PG | PE | PP | GF | GC | Dif |
| ---------- | --- | -- | -- | -- | -- | -- | -- | --- |
| Costa Rica | 5   | 4  | 1  | 3  | 0  | 1  | 0  | 1   |
| Canadá     | 4   | 3  | 1  | 2  | 0  | 3  | 0  | 3   |
| Cuba       | 1   | 3  | 0  | 1  | 2  | 0  | 4  | -4  |

| 2 de marzo de 1984 | Costa Rica   | 1:0 (0:0) | Cuba | Estadio Nacional, San José                              |                                                         |
|                    | Coronado 85' |           |      | Asistencia: 22 386 espectadores Árbitro(s): David Socha | Asistencia: 22 386 espectadores Árbitro(s): David Socha |

| 16 de marzo de 1984 | Cuba | 0:0 | Costa Rica | Estadio Pedro Marrero, La Habana                                    |  |
|                     |      |     |            | Asistencia: 17 000 espectadores Árbitro(s): Enrique Mendoza Guillén |  |

| 1 de abril de 1984 | Costa Rica | 0:0 | Canadá | Estadio Nacional, San José                                         |  |
|                    |            |     |        | Asistencia: 12 790 espectadores Árbitro(s): Marco Antonio Dorantes |  |

| 18 de abril de 1984 | Canadá | 0:0 | Costa Rica | Royal Athletic Park, Victoria                             |  |
|                     |        |     |            | Asistencia: 5 000 espectadores Árbitro(s): Angelo Bratsis |  |

|                               |
| Bandera de Costa Rica         |
| Campeón Costa Rica 2.º título |

## Plantel
| #  | Nombre              | Posición      | Club                  |
| -- | ------------------- | ------------- | --------------------- |
| 1  | Marco Antonio Rojas | Portero       | Deportivo Saprissa    |
| 4  | César Hines         | Defensa       | A. D. Sagrada Familia |
| 5  | Marvin Obando       | Delantero     | A. D. San Carlos      |
| 6  | Germán Chavarría    | Defensa       | C. S. Herediano       |
| 7  | Juan Cayasso        | Delantero     | L. D. Alajuelense     |
| 8  | Carlos Santana      | Mediocampista | Deportivo Saprissa    |
| 9  | Leonidas Flores     | Delantero     | Municipal Puntarenas  |
| 10 | Enrique Rivers      | Mediocampista | Deportivo Saprissa    |
| 11 | Evaristo Coronado   | Delantero     | Deportivo Saprissa    |
| 12 | Minor Alpízar       | Defensa       | C. S. Herediano       |
| 13 | Carlos Toppings     | Defensa       | A. D. San Carlos      |
| 14 | Guillermo Guardia   | Delantero     | Deportivo Saprissa    |
| 15 | Enrique Díaz        | Defensa       | Deportivo Saprissa    |
| 16 | Álvaro Solano       | Mediocampista | L. D. Alajuelense     |
| 17 | Miguel Lacey        | Defensa       | A. D. San Carlos      |
| 18 | Luis Galagarza      | Mediocampista | Municipal Puntarenas  |
| 22 | Alejandro González  | Portero       | L. D. Alajuelense     |
| DT | Antonio Moyano      |               |                       |

## Participación

### Fase de grupos - Grupo 4
| Equipo         | Pts | PJ | PG | PE | PP | GF | GC | Dif |
| -------------- | --- | -- | -- | -- | -- | -- | -- | --- |
| Italia         | 4   | 3  | 2  | 0  | 1  | 2  | 1  | +1  |
| Egipto         | 3   | 3  | 1  | 1  | 1  | 5  | 3  | +2  |
| Estados Unidos | 3   | 3  | 1  | 1  | 1  | 4  | 2  | +2  |
| Costa Rica     | 2   | 3  | 1  | 0  | 2  | 2  | 7  | −5  |

| 29 de julio de 1984 | Estados Unidos                | 3:0 (2:0) | Costa Rica | Stanford Stadium, San Francisco                                    |                                                                    |
|                     | Davis 23', 86' · Willrich 35' |           |            | Asistencia: 78.000 espectadores Árbitro(s): Joel Quiniou (Francia) | Asistencia: 78.000 espectadores Árbitro(s): Joel Quiniou (Francia) |

| 31 de julio de 1984 | Egipto                                              | 4:1 (2:0) | Costa Rica   | Stanford Stadium, San Francisco                                              |                                                                              |
|                     | Kathib 32' · Sayed 35' · Soliman 62' · Gadallah 71' |           | Coronado 87' | Asistencia: 20.645 espectadores Árbitro(s): Antonio Márquez Ramírez (México) | Asistencia: 20.645 espectadores Árbitro(s): Antonio Márquez Ramírez (México) |

| 2 de agosto de 1984 | Costa Rica | 1:0 (1:0) | Italia | Rose Bowl Stadium, Los Ángeles                                          |                                                                         |
|                     | Rivers 33' |           |        | Asistencia: 41.291 espectadores Árbitro(s): Gebreysus Tesfaye (Etiopía) | Asistencia: 41.291 espectadores Árbitro(s): Gebreysus Tesfaye (Etiopía) |